# معاملة المثليين في العراق
يواجه الأشخاص من المثليين والمثليات ومزدوجي التوجه الجنسي والمتحولين جنسياً (اختصاراً: مجتمع الميم) في العراق تحديات قانونية واجتماعية لا يواجهها غيرهم من المغايرين جنسيا. لا يسمح للرجال المثليين بالخدمة بشكل علني في الجيش ويعتبر كل من زواج المثليين والاتحادات المدنية والشراكات المنزلية غير قانونية. لا يتمتع الأشخاص المثليون بالحماية القانونية ضد التمييز وكثيراً ما يقعون ضحايا لجرائم عدوانية وجرائم الشرف.

## تاريخ المثليين في العراق وقانونية النشاط الجنسي المثلي

### بلاد ما بين النهرين القديمة
سوما آلو، وهو لوح أكدي، يحتوي على هذا القانون، حيث تعطي المثلية الجنسية بين الرجال نظرة إيجابية:
إذا كان الرجل يضاجع قرينه على قدم المساواة من الخلف، يصبح هو الزعيم بين أقرانه وإخوانه.

في المجتمع الآشوري القديم، تضمن تقويم التعاويذ الصلوات التي تثني على مساواة المحبة بين الشركاء المغايرين والشركاء المثليين من الرجال. كان للرجل الحق في زيارة أي عاهر مثلي الجنس أو النوم مع رجل آخر، طالما لم تكن هناك شائعات كاذبة أو اغتصاب. ومع ذلك، كان ينظر إلى الرجل السالب في العلاقة الجنسية بشكل سلبي في بلاد ما بين النهرين القديمة. بشكل خاص يدين قانون آشور الوسطى، والذي يعود تاريخه إلى عام 1075 قبل الميلاد، الاغتصاب المثلي أو الجنس القسري. ويتحدث عن «السيد الإقطاعي» (شخصية اجتماعية عالية في المجتمع) و «جاره» (شخص من نفس المكانة الاجتماعية):
إذا كان السيد الإقطاعي [رجل آشوري] ينام مع جاره [مواطن آخر]، عندما يحاكمونه (و) يدينونه [المواطن الأول]، عليهم أن يناموا معه (و) يخصوه.

### المملكة العراقية تحت الإدارة البريطانية
تم تجريم المثلية الجنسية، المحدد في قانون العقوبات بالسدومية، عندما كان العراق تحت الحكم البريطاني.

### المملكة العراقية
تم الحفاظ على التجريم في البداية عندما حقق العراق أستقلاله في عام 1932.

### الجمهورية العراقية
لم يجرم «القانون الجنائي 1969» الذي سنه حزب البعث، إلا السلوك الجنسي في حالات الزنا أو سفاح القربى أو الأغتصاب أو الدعارة أو الأفعال العامة أو القضايا التي تنطوي على الاحتيال أو شخص غير قادر على إعطاء الموافقة بسبب السن أو العيب الذهني. لم تكن المثلية الجنسية جريمة بحد ذاتها، ولكنها يمكن أن تكون مبرراً للتمييز الحكومي والمضايقة بموجب قوانين تهدف إلى حماية الأمن القومي والأخلاق العامة.
بالإضافة إلى القانون الجنائي، أصدر نظام حزب البعث قرارات إضافية حول مواضيع محددة. تمت إعادة تجريم المثلية بقرار عام 1988، ولكن فقط عندما يتعلق الأمر بالدعارة. [قانون مكافحة الدعارة رقم 8 لعام 1988].
في أوائل التسعينيات، في الأمم المتحدة، استشهد الوفد العراقي بالدين في ذلك الوقت باعتباره سببًا لمعارضته للجهود المبذولة لجعل الهيئة الدولية تدعم لحقوق المثليين، متحدية بذلك وجهة نظر صدام الراسخة على نطاق واسع كعلماني.
في عام 2001، صدر القرار رقم 234 لعام 2001 الصادر عن لجنة مجلس قيادة الثورة والذي ينص على فرض عقوبة الإعدام على الزنا، والتورط في الدعارة، وأي شخص «يرتكب السدومية مع ذكر أو أنثى أو ينتهك شرف ذكر أو أنثى دون موافقته وتحت تهديد السلاح أو بالقوة بطريقة تهدد حياة الضحية (ذكر أو أنثى).»
وتعرض حوالي 3000 شخص للتعذيب من عام 1991 إلى عام 2003 على يد قوات الأمن التابعة لصدام حسين بسبب التعبير عن حياتهم الجنسية.
بقصد تشويه سمعة صدام حسين مع أنصاره، كانت وكالة المخابرات المركزية تفكر في صنع شريط فيديو يظهر فيه أنه يمارس الجنس مع صبي في سن المراهقة.

### سلطة الائتلاف المؤقتة
عندما تولى بول بريمر، الرئيس التنفيذي لسلطة الائتلاف المؤقتة السيطرة على العراق في أعقاب الغزو الأمريكي عام 2003، أصدر سلسلة من المراسيم التي أعادت القانون الجنائي العراقي إلى قانون العقوبات العراقي لعام 1968 (بصيغته المنقحة في عام 1988).
في حين أن القانون لم يكن غير قانوني، فقد جاءت موجات من المضايقات والعنف ضد المثليات والمثليين ومزدوجي التوجه الجنسي والمتحولين جنسيا من أفراد الأسرة وغيرهم من العراقيين الذين شعروا بالحاجة لمعاقبة الأشخاص على أنتهاكهم للأعراف الإسلامية التقليدية.

### جمهورية العراق

قوانين مناهضة للمثليين والمثليات ومزدوجي التوجه الجنسي والمتحولين جنسيا وتقييد حرية التعبير وتكوين الجمعيات

في 5 فبراير / شباط 2005، أصدرت منظمة «شبكات المعلومات الإقليمية المتكاملة» تقريراً بعنوان «العراق: المثلية الجنسية بين الرجال ما زالت من المحرمات». وذكر المقال، من بين أمور أخرى، أن «جرائم الشرف» التي يرتكبها العراقيون ضد أحد أفراد الأسرة المثليين شائعة ولديها بعض الحماية القانونية. كما ذكرت المقالة أن تعديل عام 2001 على القانون الجنائي الذي ينص على عقوبة الإعدام بالنسبة للمثلية الجنسية «لم يتغير»، حتى وإن كان بول بريمر قد أمر بوضوح القانون الجنائي بالعودة إلى طبعة الثمانينيات.
منذ عام 2005 وردت تقارير تفيد بأن منظمة بدر الجناح العسكري لمجلس الأعلى للثورة الإسلامية في العراق شارك في حملات فرق الموت ضد المواطنين العراقيين من مجتمتع المثليين، وأنهم مدعومون في هذه السياسات من قبل آية الله العظمى علي السيستاني. تم الإبلاغ عن هجمات بربرية جديدة، مع 90 ضحية، في الأشهر الأولى من عام 2012.
يبدو أن هذه التقارير تنبع من فتوى أصدرها رجل الدين العراقي آية الله علي السيستاني تنص على أن "المثلية الجنسية" و "المثلية بين النساء" هما "ممنوعان" ويجب أن "يعاقبوا" في الحقيقة، وأن يتم قتل الأشخاص المعنيين في أسوأ الأحوال، بأشد طريقة للقتل".
شملت المسودات المبكرة في اللغة الإنجليزية للدستور العراقي لعام 2005 حكماً أكد أنه لا تنطبق أي من الحقوق أو الحريات المحمية في الدستور على «الأنحرافات». ولكن أزالت المراجعات اللاحقة للدستور العراقي عبارة الأنحراف. تؤكد عدة بنود في الوثيقة المعدلة أن الإسلام سيكون أساس القانون وأن العديد من الحريات المدنية يجب أن تكون محدودة بـ«الأخلاق العامة».
بعد سقوط حزب البعث في العراق، عاد قانون العقوبات الوطني إلى إصدار سابق من عام 1988، مع تنقيحات لاحقة.
العلاقات الجنسية الخاصة غير التجارية وغير الأخوية بين البالغين المتراضين، الذين بلغوا 18 من العمر، تبدو قانونية. وبالمثل، لا يقال صراحة في قانون العقوبات الوطني عن أي شيء يتعلق بشهوة الملابس المغايرة، ما لم يتم استخدامه للخداع.
ومع ذلك، قد تؤثر عدة أحكام من قانون العقوبات الوطني على الحقوق القانونية للأشخاص من مجتمع المثليين، بالنظر إلى أن الأعراف الثقافية والدينية السائدة تنظر إلى المثلية الجنسية وشهوة الملابس المغايرة بشكل سلبي. بالإضافة إلى حظر زواج المثليين، تفرض هذه القوانين المستندة إلى الأخلاق العامة قيودًا على حرية التعبير والصحافة والتعبير الشخصي.
الفقرة 215: يعاقب بالحبس وبغرامة لا تزيد على ثلثمائة دينار أو باحدى هاتين العقوبتين كل من صنع أو استورد أو صدر أو حاز بقصد الاتجار أو التوزيع أو اللصق أو العرض صورا أو كتابات أو رموزا من شأنها تكدير الأمن العام أو الإساءة إلى سمعة البلاد سواء كان ذلك لمخالفة ما تقدم للحقيقة أو لاعطائه وصفا غير صحيح وذلك ما لم يثبت الفاعل حسن نيته.
الفقرة 220 - إذا تجمهر خمسة اشخاص فأكثر في محل عام وكان من شأن ذلك تكدير الأمن العام وأمرهم رجال السلطة العامة بالتفرق فكل من بلغه هذا الأمر ورفض طاعته أو لم يعمل به يعاقب بالحبس مدة لا تزيد على سنة وبغرامة لا تزيد على مائة دينار أو بإحدى هاتين.
الفقرة 376 - يعاقب بالسجن مدة لا تزيد على 7 سنوات أو بالحبس كل من توصل إلى عقد زواج له مع علمه ببطلانه لأي سبب من أسباب البطلان شرعا أو قانونا وكل من تولى إجراء هذا العقد مع علمه بسبب بطلان الزواج. وتكون العقوبة السجن مدة لا تزيد على عشر سنين إذا كان الزوج الذي قام في حقه سبب البطلان قد أخفى ذلك على الزوجة أو دخل بها بناء على العقد الباطل.
الفقرة 401: يعاقب بالحبس مدة لا تزيد على ستة أشهر وبغرامة لا تزيد على خمسين دينارا أو باحدى هاتين العقوبتين من أتى علانية عملا مخلا بالحياء.
الفقرة 402 - (1) يعاقب بالحبس مدة لا تزيد على ثلاثة أشهر وبغرامة لا تزيد على ثلاثين دينارا أو بإحدى هاتين العقوبتين: (أ) من طلب أمورا مخالفة للآداب من آخر ذكرا كان أو أنثى. (ب) من تعرض لأنثى في محل عام بأقوال أو أفعال أو إشارات على وجه يخدش حياءها.
الفقرة 403 - يعاقب بالحبس مدة لا تزيد على سنتين وبغرامة لا تزيد على مائتي دينار أو بإحدى هاتين العقوبتين كل من صنع أو استورد أو صدر أو حاز أو أحرز أو نقل بقصد الاستغلال أو التوزيع كتابا أو مطبوعات أو كتابات أخرى أو رسوما أو صورا أو افلاما أو رموزا أو غير ذلك من الاشياء إذا كانت مخلة بالحياء أو الآداب العامة. ويعاقب بالعقوبة ذاتها كل من أعلن عن شيء من ذلك أو عرضه على أنظار الجمهور أو باعه أو اجره أو عرضه للبيع أو الإيجار ولو في غير علانية. وكل من وزعه أو سلمه للتوزيع بأية وسيلة كانت. ويعتبر ظرفا مشددا إذا ارتكبت الجريمة بقصد إفساد الاخلاق.
الفقرة 404 - يعاقب بالحبس مدة لا تزيد على سنة أو بغرامة لا تزيد على مائة دينار كل من جهر بأغان أو اقوال فاحشة أو مخلة بالحياء بنفسه أو بواسطة جهاز آلي وكان ذلك في محل عام.
الفقرة 434 - السب من رمي الغير بما يخدش شرفه أو اعتباره أو يجرح شعوره وإن لم يتضمن ذلك أسناد واقعة معينة. ويعاقب من سب غيره بالحبس مدة لا تزيد على سنة وبغرامة لا تزيد على مائة دينار أو بإحدى هاتين العقوبتين. وإذا وقع السب بطريق النشر في الصحف أو المطبوعات أو باحدى طرق الاعلام الأخرى عد ذلك ظرفا مشددا.
الفقرة 438 - يعاقب بالحبس مدة لا تزيد على سنة وبغرامة لا تزيد على مائة دينار أو باحدى هاتين العقوبتين. (1) من نشر بإحدى طرق العلانية أخبارا أو صورا أو تعليقات تتعلق بأسرار الحياة الخاصة أو العائلية للأفراد ولو كانت صحيحة إذا كان من شأن نشرها الإساءة إليهم. (2) من اطلع من غير الذين ذكروا في المادة 328 على رسالة أو برقية أو مكالمة تلفونية فأفشاها لغير من وجهت إليه إذا كان من شأن ذلك إلحاق ضرر بأحد.

#### ضباط الشرطة
بالإضافة إلى قانون العقوبات الوطني، فإن أفراد قوات الأمن الداخلي العراقي، إلى جانب الطلاب والمتقاعدين الحاليين، ملزمون بالقواعد الواردة في المرسوم رقم 9 (2008). تمنع هذه الشهادة ضباط الشرطة من الإرتباط بالأشخاص ذوي السمعة السيئة، وتعاقب ضباط الشرطة الذين ينخرطون في المثلية بالسجن لمدة تصل إلى 15 عاماً.

#### الجيش
يحظر قانون العقوبات العسكري رقم 19 لعام 2007 رجاله من ممارسة الأعمال الجنسية المثلية.

#### قانون الأحوال الشخصية
هذه هي القوانين المستخدمة في المحاكم الخاصة المصممة للتعامل مع بعض الخلافات بين المسلمين العراقيين، خاصة أنها تنطبق على الزواج والطلاق والنفقة والميراث.
قانون الأحوال الشخصية العراقي (1959) يجب أن يتضمن الأحكام ذات الصلة.
المادة 3 – الزواج عقد بين رجل وامراة تحل له شرعا غايته إنشاء رابطة للحياة المشتركة والنسل.
المادة 40 القسم 2 - يجوز منح الفصل القانوني إذا كان أي من الزوجين غير مخلص، مع فعل المثلية الجنسية شمل كمثال على كونه غير مخلص. تمت إضافة هذا الحكم للقانون في عام 1981.
يحتوي قانون الأحوال الشخصية كردستان العراق (1992) أيضاً على بعض الأحكام ذات الصلة.
المادة 1 - يُعرَّف الزواج بأنه اتحاد طوعي بين الرجل والمرأة لإنشاء أسرة.
المادة 7 - يجب على الزوجين اللذين يسعيان للزواج أن يقوما بإصدار وثائق طبية تثبت أنهما غير مصابين بالإيدز.

#### ما بعد الانسحاب الأميركي عام 2011
تم اقتراح أن العنف الجسدي والجنسي ضد المثليين قد إزداد منذ الانسحاب الأمريكي من العراق، مع انخراط الميليشيات والشرطة بشكل خاص، على الرغم من الطبيعة القانونية للمثلية الجنسية، في العنف أكثر ضد مجتمع المثليين. وتصبح هذه المشكلة أكثر تعقيداً بسبب حقيقة أن أفراد الشرطة غالباً ما يكونون أيضاً أعضاء في مجموعات ميليشيا مختلفة.
وقد ردت وزارة حقوق الإنسان العراقية على مزاعم عن تزايد العنف ضد مجتمع المثليين من خلال الإشارة إلى أن ردودها محدودة بسبب حقيقة أن الأشخاص من مجتمع المثليين ليسوا أقلية مدرجة في القائمة في العراق، ولكنهم أكدوا أيضًا على وجود عدد من حالات التمييز والعنف ضد مجتمع المثليين تم تمريره إلى وزارة الداخلية. ونفى علي الدباغ، الناطق باسم رئيس الوزراء المالكي، أن الاضطهاد منظم ضد مجتمع المثليين، لكنه اقترح أن يبقي أفراد مجتمع المثليين مثليتهم خاصة لتجنب الاضطهاد.

#### كردستان العراق

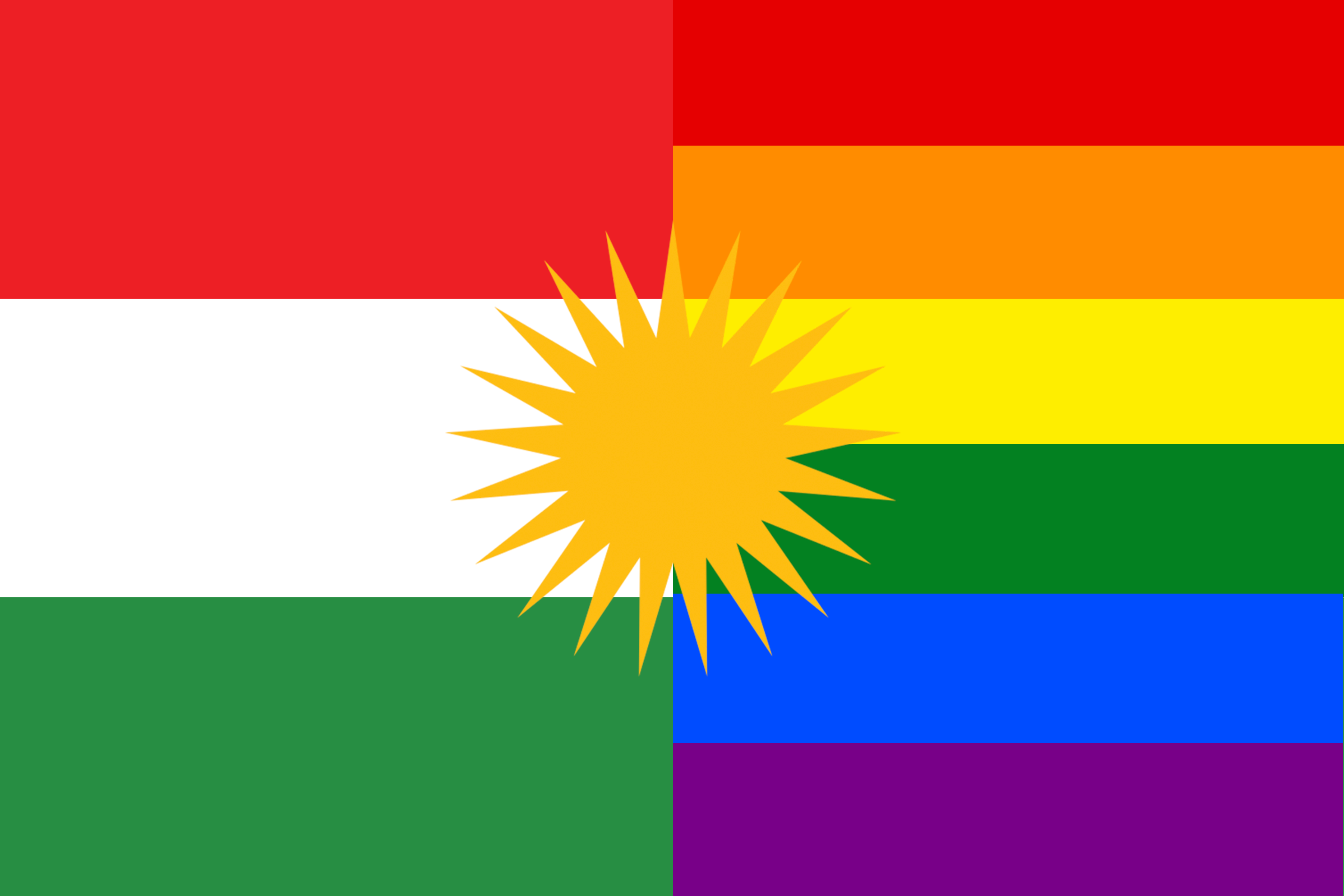
علم فخر كردستان العراق

في عام 2010، تعرضت جهود الحكومة الكردية لتعزيز المساواة بين الجنسين للهجوم من قبل كامل حجي علي، وزير الأوقاف والشؤون الدينية، بالإضافة إلى الحركة الإسلامية الكردستانية لمحاولة تشريع زواج المثليين. ذكرت حكومة إقليم كردستان وغيرها من المؤيدين للمساواة بين الجنسين أن التشريع لا يتعامل مع قضايا حقوق المثليين، لكنه يتناول قضايا العدالة الاجتماعية التي تؤثر على النساء.

### إرهاب داعش
في المناطق التي تسيطر عليها الدولة الإسلامية في العراق والشام، يُحكم على الجناة في المرة الأولى بالمثلية الجنسية بالموت والتعذيب والجلد والضرب وغير ذلك من أشكال العنف.

## حراك حقوق المثليين في العراق
على مدى عقود، كان مجتمع المثليين في العراق واحداً من أكثر المجتمعات غير المرئية في العالم في مواجهة جميع أنواع التمييز، مع بالكاد أي نشاط أو دعوة لصالح هذه المجموعة. ولكن في الأعوام الأخيرة بدأت حركة تحت الأرض، هذه الحركة التي أدت إلى إنشاء منظمة LGBTIQ+ أفراد في العراق بأسم IraQueer.
تهدف منظمة «عراق كوير» (بالإنجليزية: IraQueer)‏ إلى رفع الوعي حول مجتمع المثليين والمثليات ومزدوجي التوجه الجنسي والمتحولين جنسياً في العراق وإقليم كردستان من خلال تبادل الأخبار، والقصص الشخصية للأفراد من مجتمع المثليين. كما كسر رجل دين عراقي بارز الصمت وأدان العنف ضد مجتمع المثليين.
في 1 يونيو 2017، تأسست منظمة لافا في كردستان العراق. تركز المنظمة على النشاط عبر الإنترنت وتشجع الحكومة العراقية على إنشاء حقوق قانونية لمجتمع المثليين الكردي والعراقي. وينشرون مقالات علمية لصالح المثليين ولماذا يجب تصنيف الجرائم الظالمة ضدهم كجريمة. ينشرون بشكل رئيسي باللغة الكردية، لكن بعد إستطلاع للرأي، قرروا النشر بالإنجليزية أيضًا، وأحيانًا إضافة نصوص عربية إلى مشاركاتهم على موقع فيسبوك.[بحاجة لمصدر]

## المخاوف الدولية
وجد تقرير حقوق الإنسان لعام 2012 الصادر عن وزارة الخارجية الأمريكية،
بسبب المواثيق الاجتماعية والانتقام ضد كل من الضحية والجاني للنشاط الجنسي المثلي غير التوافقي والعنف ضد المشاركين في السلوك الجنسي المثلي الطوعي، لم يتم الإبلاغ عن هذا النشاط بشكل عام. في ضوء القانون [،] اعتمدت السلطات على اتهامات الفاحشة العامة أو اعترافات التبادل النقدي (أي البغاء، وهو أمر غير قانوني)، لمقاضاة النشاط الجنسي المثلي. غالبًا ما يواجه الأشخاص من مجتمع المثليين الاعتداء والعنف من قبل الجهات الفاعلة العائلية وغير الحكومية. من فبراير/شباط إلى أبريل/نيسان، استهدفت موجة من الهجمات العنيفة في بغداد والبصرة وسامراء وواسط وتكريت أفراداً يُنظر إليهم على أنهم من مجتمع المثليين جنسياً. وفي أوائل فبراير/شباط ظهرت لافتات ونشرات في بغداد تهدد الأشخاص بالأسم إلا إذا توقفوا عن قص شعرهم، وتوقفوا عن ارتداء الملابس الغريبة، وتخلوا عن نمط حياتهم «البديل». عجلت حملة الترهيب هذه الهجمات. وتراوحت الاعتداءات بين الترهيب والمضايقات اللفظية إلى التقارير عن عمليات الخطف والضرب (بعضها أسفر عن وفيات) والاعتداء الجنسي والقتل. وتفاوتت التقارير عن عدد الضحايا الذين قُتلوا في الهجمات، التي أفادت التقارير أن بعضها نفذتها جماعات متطرفة، بما في ذلك جيش المهدي وعصائب أهل الحق. وقد تحققت البعثة بشكل مستقل من وفاة ما لا يقل عن 12 فرداً. وقدر تقرير لرويترز عدد الضحايا في بغداد بـ14 وقدرت منظمة غير حكومية محلية لحقوق الإنسان أعداداً أعلى بكثير. ... لم تعترف الحكومة بنمط الهجمات ولم تتخذ تدابير لضمان سلامة الأفراد الذين تم الكشف عن أسمائهم. ... بسبب الوصمة والتخويف والضرر المحتمل، بما في ذلك الهجمات العنيفة، لم تعمل منظمات المثليين علناً، ولم تكن هناك مسيرات فخر المثليين أو فعاليات دعم حقوق المثليين. يحظر القانون التمييز على أساس العرق أو الإعاقة أو الوضع الأجتماعي، لكنه لا يحظر التمييز ... التوجه الجنسي أو الهوية الجندرية. كان التمييز المجتمعي في التوظيف والمهنة والسكن على أساس التوجه الجنسي والهوية الجنسية والمظهر غير التقليدي شائعا. لم تكن المعلومات متاحة فيما يتعلق بالتمييز في الحصول على التعليم أو الرعاية الصحية بسبب التوجه الجنسي أو الهوية الجندرية، رغم أن وسائل الإعلام ذكرت أن الطلاب تعرضوا للمضايقة في المدرسة لعدم اعتمادهم الملابس التقليدية أو لقصات الشعر التقليدية. كان هناك الحد الأدنى من الجهود الحكومية لمعالجة هذا التمييز. وبحلول نهاية العام [،] لم تعلن السلطات عن أي اعتقالات أو ملاحقات قضائية أخرى لأشخاص ارتكبوا أعمال عنف ضد المثليين، بما في ذلك الحالات المبلغ عنها في عام 2011.

في يونيو 2009، أعربت وزارة الخارجية الأمريكية عن مخاوف بشأن المساواة وحقوق الإنسان في بيان من المتحدث باسمها إيان كيلي:
بشكل عام، نحن ندين على الإطلاق أعمال العنف وانتهاكات حقوق الإنسان المرتكبة ضد الأفراد في العراق بسبب توحههم الجنسي أو هويتهم الجندرية. هذه القضية كنا نتابعها عن كثب منذ أن علمنا بهذه الادعاءات، ونحن على دراية بالادعاءات. تدريبنا لقوات الأمن العراقية يتضمن تعليمات حول الالتزام الصحيح بحقوق الإنسان. كما أن التدريب على حقوق الإنسان جزء مهم للغاية من جهودنا لبناء القدرات المدنية للمانحين الدوليين في العراق. وقد أثارت السفارة الأمريكية في بغداد، وسنواصل إثارة القضية مع كبار المسؤولين في الحكومة العراقية، وحثتها على الاستجابة بشكل مناسب لجميع التقارير الموثوقة عن العنف ضد المثليين والمثليات ومزدزجي التوجه الجنسي والمتحولين جنسيا.

## ملخص
| قانونية النشاط الجنسي المثلي                                                                  | No                                                                                      |
| المساواة في السن القانوني للنشاط الجنسي                                                       | No                                                                                      |
| قوانين مكافحة التمييز في التوظيف                                                              | No                                                                                      |
| قوانين مكافحة التمييز في توفير السلع والخدمات                                                 | No                                                                                      |
| قوانين مكافحة التمييز في جميع المجالات الأخرى (تتضمن التمييز غير المباشر، خطاب الكراهية)      | No                                                                                      |
| قوانين مكافحة أشكال التمييز المعنية بالهوية الجندرية                                          | No                                                                                      |
| زواج المثليين                                                                                 | No                                                                                      |
| الاعتراف القانوني بالعلاقات المثلية                                                           | No                                                                                      |
| تبني أحد الشريكين للطفل البيولوجي للشريك الآخر                                                | No                                                                                      |
| التبني المشترك للأزواج المثليين                                                               | No                                                                                      |
| يسمح للمثليين والمثليات ومزدوجي التوجه الجنسي والمتحولين جنسيا بالخدمة علناً في القوات المسلحة | (يحظر قانون العقوبات العسكري رقم 19 لعام 2007 على رجالها المشاركة في أنشطة جنسية مثلية) |
| الحق بتغيير الجنس القانوني                                                                    | No                                                                                      |
| علاج التحويل محظور على القاصرين                                                               | No                                                                                      |
| الحصول على أطفال أنابيب للمثليات                                                              | No                                                                                      |
| الأمومة التلقائية للطفل بعد الولادة                                                           | No                                                                                      |
| تأجير الأرحام التجاري للأزواج المثليين من الذكور                                              | (غير قانوني للأزواج المغايرين كذلك)                                                     |
| السماح للرجال الذين مارسوا الجنس الشرجي التبرع بالدم                                          | No                                                                                      |